# Huitième législature du Bas-Canada
Huitième législature 
 (21 jan. 1815 au 29 fév. 1816)
7e 9e
Palais épiscopal de Québec
 Québec, Bas-Canada
La huitième législaturee du Bas-Canada siégea du 21 janvier 1815 au 29 février 1816. L'administrateur colonial Gordon Drummond a dissous l'assemblée en 1816 après que celle-ci eut tenté de réintroduire des accusations contre les juges Jonathan Sewell et James Monk alors que ceux-ci avaient déjà été acquittés des mêmes accusations par le Conseil privé. Toutes les séances eurent lieu à Québec.

## Élections
Les élections générales ont lieu du 25 mars au 13 mai 1814.

## Session[2]
- Première (21 janvier 1815 — 25 mars 1815)
- Deuxième (26 janvier 1816 — 24 février 1816)

## Représentants de la couronne[2]
- Sir George Prevost jusqu'au 4 avril 1815.
- Sir Gordon Drummond, administrateur chargé de la province du 4 avril 1815 jusqu'à la dissolution.

## Présidents de l'Assemblée[2]
- Louis-Joseph Papineau (21 jan. 1815 — 29 fév. 1816)

## Présidents du Conseil[2]
- Jonathan Sewell (21 jan. 1815 — 29 fév. 1816)
- James Monk[3] (21 jan. 1815 — 21 fév. 1815)
- John Hale[3] (21 fév. 1815 — 20 jan. 1816)
- James Monk (20 jan. 1816 — 29 fév. 1816)

## Députés
| District              | Député                              |
| --------------------- | ----------------------------------- |
| Bedford               | Henry Georgen                       |
| Buckinghamshire       | François Bellet                     |
| Buckinghamshire       | James Stuart                        |
|                       | Louis Bourdages (1815)              |
| Cornwallis            | Joseph Le Vasseur Borgia            |
| Cornwallis            | Joseph Robitaille                   |
| Devon                 | Joseph-François Couillard-Després   |
| Devon                 | François Fournier                   |
| Dorchester            | John Davidson                       |
| Dorchester            | Jean-Thomas Taschereau              |
| Effingham             | Joseph Malboeuf, dit Beausoleil     |
| Effingham             | Samuel Sherwood                     |
| Gaspé                 | George Browne                       |
| Hampshire             | George Waters Allsopp               |
| Hampshire             | François Huot                       |
| Hertford              | François Blanchet                   |
| Hertford              | Étienne-Ferréol Roy                 |
| Huntingdon            | Michael O'Sullivan                  |
| Huntingdon            | Austin Cuvillier                    |
| Kent                  | Noël Breux                          |
| Kent                  | Joseph Bresse                       |
| Leinster              | Jacques Trullier, dit Lacombe       |
|                       | Michel Prévost (1815)               |
| Leinster              | Denis-Benjamin Viger                |
| Comté de Montréal     | James Stuart                        |
| Comté de Montréal     | Augustin Richer                     |
| Montréal-Est          | Jacques-Philippe Saveuse de Beaujeu |
| Montréal-Est          | George Platt                        |
| Montréal-Ouest        | Louis-Joseph Papineau               |
| Montréal-Ouest        | James Fraser                        |
| Northumberland        | Étienne-Claude Lagueux              |
| Northumberland        | Thomas Lee                          |
| Orléans               | Charles Blouin                      |
| Comté de Québec       | Louis Gauvreau                      |
| Comté de Québec       | Pierre Brehaut                      |
| Basse-ville de Québec | Pierre Bruneau                      |
| Basse-ville de Québec | Andrew Stuart                       |
| Haute-ville de Québec | Claude Dénéchau                     |
| Haute-ville de Québec | Jean-Antoine Panet                  |
|                       | George Vanfelson (1815)             |
| Richelieu             | Séraphin Cherrier (1815)            |
| Richelieu             | François-Xavier Malhiot (1815)      |
| Saint-Maurice         | Joseph-Rémi Vallières de Saint-Réal |
| Saint-Maurice         | Étienne Le Blanc                    |
| Surrey                | Pierre Amiot                        |
| Surrey                | Étienne Duchesnois                  |
| Trois-Rivières        | Charles Richard Ogden               |
| Trois-Rivières        | Amable Berthelot                    |
| Warwick               | Jacques Deligny                     |
| Warwick               | Ross Cuthbert                       |
| William-Henry         | Robert Jones                        |
| York                  | Nicolas-Eustache Lambert Dumont     |
| York                  | William Forbes                      |
|                       | Jean-Baptiste Ferré (1815)          |